# Antonio Seccareccia
Antonio Seccareccia (Galluccio, 22 dicembre 1920 – Frascati, 20 maggio 1997) è stato un poeta e scrittore italiano.

## Biografia
come il migrare autunnale per la rondine,

il guado del fiume per il viandante,

l’ora della vendemmia per la vigna,

la sera per il giorno…»
(A.Seccareccia, Addio, fantasmi )

### I primi anni a Galluccio
Antonio Seccareccia nasce a Galluccio, in provincia di Caserta, il 22 dicembre 1920. Sua madre, Chiarina Varone, era originaria di Galluccio, ma da bambina aveva vissuto a Providence, capitale del Rhode Island, poiché il padre aveva aperto lì un saloon di cui era stato il gestore per dodici anni. Rientrata a Galluccio a 18 anni, Chiarina si sposa e rimane incinta, ma si trova ad affrontare un periodo di grande sofferenza. Il marito, infatti, muore di polmonite a seguito di una corsa a cavallo e, dopo qualche mese, muore anche il suo bambino. Solo dopo aver vissuto alcuni anni da vedova a casa della famiglia di origine, si sposa per la seconda volta con Nicolino Seccareccia, dal quale avrà due figli: Antonio, il primogenito, e Annunziata, detta Tina. Chiarina Varone fu una donna molto forte e coraggiosa, della quale il poeta mette in luce anche la profonda diversità rispetto alle altre donne di Galluccio all’inizio del Novecento. Chiarina sapeva leggere e scrivere, suonava la chitarra e parlava l’inglese, e questa competenza le fu d’aiuto nella comprensione dei soldati inglesi e americani durante la guerra. Era una donna di ampie vedute, e questo lo si poteva notare anche nel suo stile e nel suo modo di vestire, più eccentrico e colorato rispetto a quello delle sue compaesane. 
Antonio Seccareccia fu legato alla madre da un rapporto molto intenso, intessuto di rispetto, ammirazione e gratitudine. Il padre del poeta, invece, è stato una figura evanescente se confrontata con quella della madre. Nicolino Seccareccia, infatti, emigrò in Canada nei primi mesi del 1923, quando Antonio aveva 3 anni e sua moglie era incinta della seconda figlia. Si imbarcò sulla nave Adriatic e sbarcò a Ellis Island, il primo lembo di suolo americano in cui venivano tenuti in quarantena tutti coloro che giungevano negli Stati Uniti come emigranti. Da lì partì alla volta del Canada, a Montréal e, a partire da quel momento, Nicolino Seccareccia per diversi decenni non diede più sue notizie dall’America, lasciando la gestione della famiglia e l’educazione dei figli interamente sulle spalle di Chiarina. Così come la madre e la sorella, anche Antonio Seccareccia da ragazzo fece il contadino, conoscendo fin da piccolo le difficoltà di una vita scandita dal lavoro nei campi. Nonostante le ristrettezze e la fatica, Seccareccia da adulto rimpiange e ricorda con nostalgia il mondo contadino da cui proveniva, ma a 18 anni decide di arruolarsi nell’Arma dei Carabinieri, su consiglio della madre, rimanendovi dal 1939 al 1964.

### L’esperienza nell’Arma dei Carabinieri
Dopo un periodo di formazione nella Scuola Allievi di Roma, Seccareccia prestò servizio in diverse Regioni italiane, a partire dalla Puglia; fu arruolato nella Legione di Bari dall’11 Novembre 1939 al mese di gennaio del 1940. Da lì fu trasferito fino al mese di maggio a Predoi, il comune più settentrionale dell’Alto-Adige, in provincia di Bolzano. Rientrato nuovamente a Bari, partì per la guerra in Cirenaica, con destinazione Bengasi, poi Tobruk e infine Porto Bardia. Di quella guerra Seccareccia ricorda disagi di ogni genere: oltre ai continui bombardamenti aerei da parte degli inglesi, i soldati erano costretti a bere acqua di mare distillata, dal momento che vivevano in zone desertiche, e il rancio, confezionato all’aperto, era sempre intriso di sabbia. Al rientro in Italia, prestò servizio a Campobasso dalla fine del 1940 al dicembre 1941. Trascorse poi un periodo di quattro mesi alla Scuola Centrale di Firenze, frequentando il corso per sottoufficiali, e infine partì nuovamente per la guerra, nel dicembre 1942, questa volta assegnato al Comando Aeronautica dell’Egeo. Nell’isola di Rodi rimase fino al maggio del 1945. Con la fine della guerra e dopo vari trasferimenti in Italia, a partire dall’ottobre del 1956 e fino al suo congedo dall’Arma dei Carabinieri, Seccareccia prestò servizio nella Caserma di Frascati.

### La libreria a Frascati
A partire dall’inizio del congedo dall’Arma avvenuto nel 1963 e fino al 1991, Seccareccia rivestì i panni del libraio, un mestiere che portò avanti con infinita passione. La libreria che il poeta aprì a Frascati nel 1964 fu una vera e propria novità, trattandosi della prima attività di questo genere fondata nella bella città fra i Castelli Romani. Si trattò di una decisione coraggiosa, di un tentativo che molti deridevano, prevedendone forse un immediato fallimento, e invece la storia fu ben diversa. L’inizio fu difficile, ma poi la libreria di Seccareccia (“La galleria del libro”) fu un punto di riferimento e di incontro per moltissimi giovani di Frascati e dintorni, e contribuì in modo cospicuo al risveglio culturale della cittadina. Il poeta non si limitava a vendere i libri, ma ne sapeva trasmettere la passione, diventando per tutti una guida formativa nella lettura. Durante un’intervista disse a tal proposito: «Sei pazzo – mi dicevano gli amici – apri una libreria a Frascati? E chi li compra i libri?” Era il 1964 e non ci credeva nessuno, ma io ho iniziato lo stesso. Sapevo che i lettori bisogna educarli, crearli. Ora Frascati è cambiata, e il merito è anche un po’ mio. Da queste parti i lettori si sono evoluti rispetto a trent’anni fa. La scuola e la televisione hanno moltissimi meriti, ma anche noi librai abbiamo fatto la nostra parte, consigliando i clienti, organizzando i premi, le letture di poesie, gli incontri con gli autori»..
Chiunque lo conoscesse poteva percepire con quanta onestà e dedizione il poeta svolgesse il suo mestiere di libraio, perché, come lui stesso affermava: “Amo i libri quanto amo e ho amato la terra”. Seccareccia non era un commerciante che si improvvisava libraio, come spiega sempre nella medesima intervista: “Il libraio deve avere capacità commerciali, certo, ma soprattutto una solida preparazione culturale e un buon fiuto nella scelta dei volumi da acquistare”. Fin da bambino Seccareccia seppe coltivare e nutrire la passione per i libri, nonostante i suoi studi si fossero interrotti alla quinta elementare. A Galluccio, infatti, non c’erano altre scuole, e Antonio non poteva allontanarsi poiché era necessario anche il suo contributo nei campi affinché la famiglia producesse il necessario per vivere. Riuscì a ottenere il diploma di maturità classica soltanto quando, da adulto, entrò nella Scuola Centrale di Firenze per diventare sottufficiale; ma furono i libri i suoi veri insegnanti, forse più utili di tante scuole, che gli permisero di formarsi, da autodidatta, uno straordinario bagaglio culturale.
Si sposò il 18 febbraio del 1950 con Lea Francocci; i due si erano conosciuti a Mignano Monte Lungo, il paese dove lei abitava, vicino a Galluccio, ma, dopo essersi trasferiti a Frascati, trascorsero lì tutta la loro vita. Dopo 12 anni di matrimonio nacque l’attesa figlia Rita, che oggi porta avanti con grande impegno e passione le attività legate al Premio Frascati.

### Le esperienze letterarie
Antonio Seccareccia è stato scoperto, dal punto di vista letterario, da Giorgio Caproni e Giacomo Debenedetti negli anni 1958-59. Rimase celebre il primo incontro tra il poeta-maresciallo e Caproni; infatti, nel periodo di servizio di Seccareccia a Frascati, gli era stato riferito che a Roma viveva il poeta Giorgio Caproni. Un giorno Seccareccia si fece coraggio e si recò a Roma bussando alla porta di Caproni, il quale si spaventò nel trovare un uomo in divisa davanti a casa. Seccareccia era andato lì semplicemente per consegnargli le sue poesie e per riceverne un parere, e pochi giorni dopo ricevette una telefonata in caserma proprio da parte dello stesso Caproni che, con grande tempestività, aveva letto le poesie del maresciallo e se ne congratulava. Fu proprio Caproni il primo a presentare un gruppo di poesie di Seccareccia su La fiera letteraria nel 1959. Giacomo Debenedetti, invece, lo premiò con il premio Lerici nel 1959, anno in cui Seccareccia aveva pubblicato la sua prima raccolta di poesie, intitolata Viaggio nel Sud, con la presentazione di Giorgio Caproni; l’opera arrivò anche in finale al Premio Viareggio Opera prima. Nel 1960 vinse il Premio Teramo con il racconto inedito L’uomo è solo (in giuria erano presenti, fra gli altri, Diego Valeri, Carlo Betocchi, Carlo Bo, Giacomo Debenedetti).
Sempre al 1960 risale la pubblicazione del suo secondo libro, Le isolane, una raccolta di quattro racconti di ispirazione autobiografica, ambientati nell’isola di Rodi. Il libro, pubblicato dalla casa editrice Lerici nella collana “Narratori” (diretta da Romano Bilenchi e Mario Luzi), riscosse un buon successo di vendita e fu accolto da recensioni positive della critica. In quello stesso anno, il primo capitolo delle Isolane fu pubblicato su La fiera letteraria con il titolo “La partenza”, e con questo lo scrittore si qualificò secondo al Premio Ceppo di Pistoia per i racconti inediti (in giuria: Mario Luzi, Leone Piccioni, Romano Bilenchi, Piero Bigongiari e Nicola Lisi). Le isolane arrivò in finale al “Premio Viareggio” Opera prima, ma anche ai Premi Puccini-Senigallia e Settembrini-Mestre del 1961, vinti rispettivamente da Libero Bigiaretti e Tommaso Landolfi. Le isolane fu inoltre tradotto e pubblicato in lingua spagnola dall’editore Plaza & Janés di Barcellona nel 1962 e, dai racconti di Seccareccia, in Argentina fu persino tratto un film. Nel 1992 Seccareccia vinse il Premio Libero De Libero per la Sezione Inediti.
Risale al febbraio 1994 la pubblicazione del secondo libro di poesie di Seccareccia, La memoria ferita, a cura delle Edizioni Confronto di Fondi; la raccolta venne poi ampliata e pubblicata postuma dall’editore Caramanica nell’ottobre del 1997. Il poeta, infatti, morì improvvisamente il 20 maggio 1997 all’età di 76 anni, a causa di un infarto.
A dieci anni dalla morte, nel 2007, è stato pubblicato il romanzo autobiografico a cui Seccareccia aveva lavorato per una vita intera: alla fine, tra i vari titoli proposti dallo scrittore per quel manoscritto, fu scelto Partenza da un mattino freddo, e venne pubblicato da Perrone Editore con prefazione di Giulio Ferroni e postfazione di Walter Mauro.
Nel 2009 esce una ristampa di Viaggio nel sud pubblicata da Hacca Edizioni, con diciassette poesie inedite rispetto all’edizione del 1959, e con postfazione di Andrea Di Consoli. Infine, nel 2016 viene pubblicata una ristampa delle Isolane dalla casa editrice Elliot.

## Formazione culturale
La formazione culturale di Antonio Seccareccia segue un percorso per nulla prevedibile e ordinario, sul quale vale la pena soffermarsi.
Antonio Seccareccia manifestò fin dalla tenera età la passione per la lettura, nonostante i suoi studi si fossero interrotti alla quinta elementare. Da sempre dotato di un’intelligenza acuta e vivace, veniva elogiato dalla sua maestra di scuola elementare per la profondità dei temi che svolgeva e delle sue riflessioni. Proprio quella maestra cercò di persuadere la madre di Antonio a far proseguire gli studi del figlio, ma si trattava di anni duri, di stenti e di fame, durante i quali era necessario il lavoro nei campi di tutti i membri della famiglia. A Galluccio, peraltro, non c’erano scuole in cui proseguire gli studi dopo la scuola primaria, e la situazione economica della famiglia di Antonio risultava aggravata dalla lontananza del padre; la decisione di Chiarina Varone fu, così, per molti aspetti una scelta obbligata. Tuttavia, essendo una donna intelligente e di ampie vedute, proprio grazie a lei Antonio maturò la sua propensione per la lettura. Nel suo piccolo paese d’origine i libri non si vendevano neppure, ma Chiarina ordinava da Bologna i numeri di una rivista missionaria che Antonio leggeva con passione. Al di là delle rubriche religiose, ciò che primariamente suscitava la curiosità del ragazzo erano le storie di conquista di terre lontane e misteriose, e la suggestione fu tale che per diversi anni prese persino in considerazione l’idea di entrare in seminario per partire poi come missionario in Africa – cosa che, naturalmente, rimase un semplice sogno adolescenziale –.  È nel suo romanzo autobiografico, Partenza da un mattino freddo, che Seccareccia racconta il suo primo incontro con il mondo dei libri e le suggestioni che ne derivarono:
“Cantami o diva, del pelide Achille, l’ira funesta…” iniziava il libro. Queste parole erano per me nuove e oscure, eppure ne fui subito affascinato, come da una musica e da una luce insieme. Poi dalle note in calce alla pagina, appresi di una lunga e terribile guerra avvenuta secoli prima di Cristo… “Oh Dio” mi chiesi a questo punto: “Ma allora prima di Cristo il mondo già esisteva? Come si spiegava una cosa simile?” Fu questa la domanda che mi venne istintivamente e prepotentemente ed a cui, è inutile dirlo, non seppi trovare alcuna risposta. Ero turbato, confuso, e avevo la sensazione che le colline si aprissero e dinanzi ai miei occhi si stendesse una terra infinita e sconosciuta.

Fu allora, quel sabato, mentre tornavo a casa da San Clemente, che nacque in me l’idea di leggere. Ma a Galluccio non si trovavano libri, né io del resto avrei potuto acquistarli. Così, per placare in qualche modo l’inquietudine che s’era impossessata di me, tirai fuori da un vecchio baule i numeri di una rivista missionaria che arrivava a mia madre da Bologna. […] Ora, ripensando al mio fugace incontro con l’Iliade ed a quella storia di William, dicevo tra me che era stato anche per conoscere il mondo e poter avere dei libri – oltre che per far contenta mia madre –, che appena ebbi compiuto i diciott’anni avevo deciso di entrare nei carabinieri.»
(A.Seccareccia, Partenza da un mattino freddo)
Precocemente sensibile al fascino dei libri, ammaliato da un oggetto per lui fino a quel momento sconosciuto, il giovane Seccareccia sperimenta presto una grande verità: la lettura apre a nuovi orizzonti e crea un iniziale spaesamento nel lettore, quasi lo turba, poiché lo sprona a varcare i confini ristretti della propria esistenza. Tra difficoltà materiali di ogni tipo, i libri ammirati e sognati, spesso guardati soltanto da lontano, iniziano a diventare per Seccareccia una sorta di promessa di senso, i custodi di domande talvolta senza risposta, ma comunque in grado di stimolare curiosità, interessi e riflessioni che con insistenza si affacciavano alla sua mente.
Diventato carabiniere a diciott’anni, finalmente Seccareccia può concedersi, con le prime paghe, l’acquisto di qualche libro. Come lui stesso ammette, non aveva scelto liberamente di arruolarsi nell’Arma, ma era stato spinto da sua madre che, come ultimo gesto di abnegazione, aveva convinto il suo unico figlio maschio a lasciare la famiglia e andare via da quella terra dura e povera. Il mestiere di carabiniere permise ad Antonio non solo di condurre una vita economicamente più agiata, ma soprattutto gli consentì di avere del tempo libero da dedicare al suo amore più grande, la letteratura, inizialmente come accanito lettore e poi, pian piano, con i primi tentativi di scrittura. 
La vita militare non placò la passione di Seccareccia per i libri che, anzi, cresceva insieme a lui con il passare degli anni. Persino nel periodo della guerra trascorso a Rodi, la lettura fu la sua principale occupazione nei momenti di riposo tra le esercitazioni militari e i servizi da svolgere. Oltre ad essersi ingegnato per trovare l’unica libreria presente su tutta l’isola, Antonio aveva lasciato a Roma una sua lontana cugina, Anna, che si era proposta di fargli da madrina di guerra, confortandolo con le sue lettere e con i pacchi di libri inviati dall’Italia. Degli anni al fronte Seccareccia ricorda con particolare impressione due autori, Franz Kafka e Rainer Maria Rilke, e racconta in una lettera ad Anna i moti dell’animo che la lettura di quei due scrittori aveva provocato in lui:
Ho appena finito di leggere alcune cose di Kafka e di Rilke (I Quaderni di Malta), due autori che non conoscevo e che ti assicuro non dimenticherò più, tanto sono rimasto sconvolto e affascinato. Non so perché, ma certi momenti penso ad essi come se fossero fratelli! Tu ne hai letto qualcosa? Vuoi che te li mandi quando avrò terminato di leggerli? Perché voglio leggere ogni cosa di loro, tutto quello che hanno scritto! 

Kafka però è spesso spietato con i suoi personaggi. Li ama ma li fa soffrire. Perché? Forse per averne pietà ed amarli di più? Chissà come avrebbe reagito se fosse stato costretto a vivere in un ambiente come il mio o si fosse trovato sotto un bombardamento. Forse sarebbe rimasto semplicemente impassibile, inebetito, muto come se nulla fosse successo; oppure avrebbe sconvolto tutto mettendo tutti in ridicolo. Forse avrebbe immaginato che la gente, per protesta, si rifiutasse di lasciare i ricoveri dopo il cessato allarme, o che dei marinai, impazziti di paura in una battaglia navale, si gettassero in mare per morirvi e poter così raggiungere la terra ferma in sembianze di ombre. 

Cara Anna, e qui con Kafka mi fermo. Altrimenti non riuscirei più a capire come poi egli, ad un certo punto, potesse scrivere – ciò che io vorrei fare con te! – le sue tenerissime e strazianti lettere a Milena, o i suoi altrettanto strazianti e dolci “appunti” sui pensieri che investivano il suo cuore e la sua mente mentre solo, in treno, viaggiava verso un sanatorio attraverso i pittoreschi e solitari paesaggi moldavi. 

E Rilke? Forse di lui ti parlerò un’altra volta, dopo che avrò finito di leggerlo. Intanto posso dirti che le pagine dei suoi “Quaderni” – i suoi pensieri: scarni, derelitti, spine d’una rosa – sono dure e scure, tenere e chiare come alabastro.»
(A.Seccareccia, Partenza da un mattino freddo, pp. 176-177)
Kafka e Rilke, fedeli ‘compagni’ di Seccareccia negli anni della guerra, hanno naturalmente occupato un posto importante nella libreria del poeta che si può osservare presso la sua casa di Frascati. Nel necessario disordine di una formazione da autodidatta, risulta difficile individuare i punti di riferimento di Seccareccia; gli autori amati spaziano dalla poesia alla prosa (la sua ultima lettura prima di morire era stato il romanzo Teresa Batista stanca di guerra di Jorge Amado), dagli autori italiani a quelli stranieri: in particolare gli scrittori russi dell’Ottocento, e poi Joseph Conrad, Thomas Hardy e Borges. Grande appassionato di mitologia e dei classici di ogni tempo – soprattutto degli autori latini – , spiccano al tempo stesso, fra gli scaffali della sua libreria, i nomi di molti scrittori suoi contemporanei, con i quali spesso la stima è stata reciproca e diretta. Basandomi anche sui nomi ricorrenti nei suoi quaderni di appunti, e sulle considerazioni di chi amava discorrere con Seccareccia di letteratura, cito in particolare Cardarelli, Govoni, Palazzeschi, Bassani, Caproni, Bertolucci, Gatto, Frénaud, Rafael Alberti, Betocchi, Bonaviri, Luzi, Sciascia, Pavese, Dell’Arco, De Libero, Sinisgalli, Zanzotto, Accrocca e Ugo Reale.
Seccareccia leggeva perché spinto da un amore irrefrenabile per la lettura, e soprattutto leggeva i poeti inizialmente con l’intento di mimarli, per poter poi scoprire e individuare la propria voce: molti temi, elementi, richiami e ispirazioni nelle opere di Seccareccia sono, più o meno esplicitamente, riconducibili a tali letture.

## Da maresciallo a poeta: i primi passi nel mondo letterario
Il lavoro di carabiniere era stato intrapreso dal futuro poeta non già come il frutto di una scelta pienamente libera e consapevole, ma tuttavia, il poeta manifestò sempre grande riconoscenza per ciò che quel mestiere gli aveva insegnato, come traspare dalla grande umanità delle parole di quest’intervista: Tutti i giorni mi passa davanti agli occhi, attraverso episodi sempre uguali e sempre diversi, la vita in molti dei suoi aspetti peggiori, tristi e più veri: la vita dura, la vita triste, ostile, arrabbiata, insanguinata, carica di disgrazie, infelicità, dolore e violenza. Mi è servito questo mestiere, perché mi ha insegnato a guardare la realtà in faccia, a conoscerla dal di dentro, senza debolezze, senza ipocrisie: e perché mi ha dato il lavoro quotidiano, il pane, permettendomi di scrivere libero da preoccupazioni immediate e di metterci, per diventare scrittore, tutto il tempo e la fatica necessari.
Tra le pareti apparentemente fredde e mute di una caserma, Seccareccia aveva saputo cogliere le impressioni della vita in tutti i suoi molteplici aspetti, ma, con l’onestà e il candore che lo contraddistinguevano, ancora una volta non perde occasione per ammettere un pregio fondamentale del suo lavoro: la possibilità di avere del tempo libero. È, infatti, proprio in quello spazio sacro di libertà quotidiana che si fa strada, in lui, la passione sempre più fervida per la scrittura, come racconta nella medesima intervista: Quando incominciai a pensare di scrivere? Non lo so con precisione. Da ragazzo, credo, volevo – ignorandolo – scrivere quando sentivo muoversi dentro di me strane e confuse emozioni solitarie. Ma non sapevo quasi nulla, io, di libri e scrittori. A un certo punto ne feci la scoperta, un po’ per volta, un libro dopo l’altro, quelli che mi capitavano fra le mani. Incominciai a capire certe cose di me stesso e del mondo. In maniera disordinata, incerta, vagamente impaurita, mi resi conto che quel mio sentire turbato e commosso altri l’avevano esperimentato e descritto: che si poteva prenderne coscienza e mettervi ordine. Volli tentare di farlo anch’io, ma non conoscevo, dentro quest’impulso, i confini fra velleità e necessità. Mi provai. Da solo, in mezzo alle paure, ai dubbi, agli scoramenti e agli improvvisi entusiasmi. Un anno dopo l’altro, cercando la chiarezza dei sentimenti, la chiarezza delle idee, la chiarezza delle parole; e chiedendomi sempre: sarà vero? Piano piano arrivai a crearmi un linguaggio, e allora mi accorsi che era vero. Vennero fuori i primi racconti, le prime poesie.
Fortunatamente Seccareccia trovò il coraggio di non restare nell’anonimato e di mettersi alla prova, consapevole del fatto che fossero ormai maturi i tempi per una verifica, un confronto e un giudizio da parte degli esperti. Nonostante alcune remore iniziali, non si fece bloccare dal timore dell’occhio inquisitore della critica e un giorno decise di estrarre i suoi manoscritti dal chiuso dei cassetti e di recarsi a Roma, nel quartiere Monteverde, per sottoporli all’attenzione e alla lettura del poeta Giorgio Caproni. Qualche giorno dopo Caproni telefonò in caserma per esprimere la sua approvazione su ciò che aveva letto e incoraggiare Seccareccia, consigliandogli di partecipare a concorsi di poesia e narrativa. Nacque, a partire da quel momento, un’amicizia sincera e profonda tra Caproni e Seccareccia, affettuosamente soprannominato dall’amico “il maresciallo che ama Seneca”: oggi, del rapporto tra i due rimane traccia in un nutrito carteggio. Un altro importante incontro per lo sviluppo dell’attività di scrittore fu, per Seccareccia, quello con Giacomo Debenedetti, che salutò con ottime recensioni le prime prove di scrittura del maresciallo.
Seccareccia si trovò così a passare, dalla vita grama del contadino, al mestiere rigoroso di carabiniere, per poi approdare, in modo ancora più inatteso, al mondo intellettuale. Senza mai rinnegare le proprie umili origini, e al tempo stesso scevro da qualunque senso di inferiorità o alienazione, il maresciallo inizia a circondarsi di amici già ben inseriti nel panorama letterario locale e nazionale. «I letterati? Ne avevo qualche timore prima di conoscerli, ma non sono così brutti come li dipingono», soggiunge sorridendo al termine dell’intervista. La cerchia di amici di Seccareccia si arricchisce, col passare del tempo, di nuovi nomi: oltre a Caproni e Debenedetti, anche Alfonso Gatto, Elio Filippo Accrocca, Ugo Reale e molti altri che avrebbero dato vita, insieme a lui, al Premio Botte di Frascati. «Il maresciallo che amava Seneca era sempre pronto e disposto alla confidenza del dialogo, dello scambio, della critica, e una fraschetta o la stessa caserma potevano essere i loci deputati a letture inedite e improvvise di alcune tra le migliori voci poetiche del secondo dopoguerra».

## Il Premio Botte di Frascati
Un anno importante per la vita del poeta, per la sua carriera e per l’eredità culturale che ha lasciato alla città di Frascati, fu senza dubbio il 1959. In quell’anno, infatti, Seccareccia diede vita, insieme ad alcuni amici poeti, al “Premio Botte di Frascati”, oggi giunto alla sua 59ª edizione, che ha fatto di Frascati una piccola capitale della poesia contemporanea, nazionale e internazionale. Oggi la manifestazione, diventata  Premio Nazionale Frascati Poesia è intitolata appunto ad Antonio Seccareccia, e soprattutto mantiene intatto lo spirito con cui il poeta l’aveva fondato: non una competizione, ma un clima di onestà, di ascolto, di amore per la poesia e di amicizia tra chiunque volesse condividere i propri versi. Il premio era nato dalla semplicità di giovani poeti amici – Seccareccia, Giorgio Caproni e Ugo Reale – che, una sera d’autunno, organizzarono a Frascati una cena invitando altri amici scrittori. Con queste parole Ugo Reale ricorda gli eventi che gli fecero conoscere Seccareccia, e le occasioni che poco dopo portarono alla nascita del Premio:
Andare a Frascati era la mia gita preferita, in compagnia di un amico, quasi sempre Caproni. Nella primavera del ’56, Giorgio mi aveva fatto conoscere Antonio Seccareccia, maresciallo dei carabinieri, poeta e narratore. Si era subito manifestata una concordanza di interessi ideali che sarebbe diventata una grande amicizia.

Antonio aveva avuto una vita non facile, anche se felice nel ricordo nostalgico: il lavoro da contadino fino a diciotto anni, quando si era arruolato nell’Arma, la guerra nell’Egeo. Era sorprendete notare come da una posizione necessariamente poco idonea all’esercizio della pietà, egli guardasse i suoi simili con cuore indenne da ogni sovrastruttura psicologica.

Appena arrivati a Frascati, andavamo alla caserma per “prelevare” il nostro amico, poi in una cantina a bere un bicchiere di vino, ma soprattutto a leggere i nostri versi, a commentare gli avvenimenti nazionali e mondiali.

Altri amici venivano da Roma, si formava spontaneamente un gruppo intorno ad Antonio: ricordo Elio Filippo Accrocca, Alberto Bevilacqua, Franco Simongini, Massimo Grillandi, Lamberto Santilli, Aldo Accattatis, ai quali si aggiunse Alfonso Gatto. Ed anche stranieri: André Frenaud, il quale ogni volta che arrivava a Roma voleva rivedere Frascati di cui amava le ville splendide e l’ottimo vino. E qualche volta era con noi Rafael Alberti, perseguitato da Franco ed esule a Roma.

Ognuno dava notizie sul lavoro che stava compiendo, si sapeva così qualcosa dei libri di imminente pubblicazione.

Alberto Bevilacqua ci parlava di Parma, protagonista dei romanzi che aveva in mente; Accrocca ci presentava le prime sperimentazioni linguistiche; Caproni aveva completato il suo libro dal titolo Il seme del piangere.

Nel ’58 leggemmo appena uscito Viaggio nel Sud del nostro amico Antonio, con prefazione di Caproni, un libro che era la dimostrazione dello stretto legame tra l’ispirazione poetica e l’esercizio continuo dei sentimenti primari.

Si rafforzava quel singolare sodalizio in cui circolavano intese e progetti, specialmente opinioni sulla poesia e la volontà di incrementarne la conoscenza e l’amore.

Di qui l’idea di un premio di poesia. L’occasione si presentò in quell’autunno, quando noi amici di Roma fummo invitati ad una cena per festeggiare il primo anno di vita del giornale “Il Tuscolo”.

Caproni, Seccareccia ed io facemmo la proposta di un premio per poesie inedite consistente in una botte di vino.

Proposta che fu accettata con calore dagli amici del “Tuscolo” e poi dalle istituzioni cittadine, dall’Azienda Autonoma di Soggiorno e Turismo e dal Consorzio dei Vini Tipici.

Nacque così il “Premio Frascati”.»
L’idea del premio di poesia nacque dunque da un’atmosfera informale di amicizia e amore per la letteratura ma, naturalmente, poiché Seccareccia e gli altri scrittori non avevano soldi da elargire ai vincitori e non sapevano come reperirli, pensarono di donare in premio una botte da mille litri del buon vino frascatano. Solo successivamente, nel 1974, la botte di vino fu sostituita da un premio in denaro di un milione di lire, non più assegnato a una poesia inedita, ma a una raccolta di poesie. In questi oltre 50 anni di vita, il Premio Frascati ha annoverato nell’Albo d’oro dei suoi vincitori poeti come Alberto Bevilacqua, Alcide Paolini, Alfonso Gatto, Franco Costabile, Mario Dell’Arco, Vittorio Bodini, Rafael Alberti, Siro Angeli (per quando riguarda la serie della “Botte”). I primi vincitori della nuova serie, intitolata “Premio Nazionale di Poesia Frascati”, furono Carlo Betocchi e Diego Valeri, e tra i successivi ricordiamo Attilio Bertolucci,Giorgio Barberi Squarotti, Andrea Zanzotto, Enzo Mazza, Sauro Albisani, Eugenio De Signoribus, Valerio Magrelli, Milo De Angelis, Roberto Deidier, Paolo Del Colle, Giancarlo Pontiggia. 

## La produzione letteraria
La produzione poetica e narrativa di Antonio Seccareccia, disponibile allo stato attuale, è condensata in sei opere pubblicate. Esiste altra produzione poetica inedita che si trova nella esclusiva disponibilità della famiglia.

### Poesia
- Come il fiume con premessa di Luigi Santucci, Napoli, La Fiaccola 1954, BNI 1954 8684
- Riverberi con premessa di Garibaldo Alessandrini, Reggio Calabria, Editrice Meridionale 1954

- Viaggio nel Sud, con premessa di Giorgio Caproni, Padova, Amicucci, 1958, BNI 582242 ; poi, con postfazione di Andrea Di Consoli, Matelica (MC), Hacca Edizioni, 2009 (Edizione di riferimento), ISBN 978-88-89920-36-7.
- La memoria ferita, Fondi (LT), Edizioni Confronto, 1994; poi Latina, Caramanica Editore, 1997 (Edizione di riferimento), ISBN 88-86261-49-7.

### Narrativa
- Le Isolane, con prefazione di Romano Bilenchi e Mario Luzi, Milano, Lerici, 1960, BNI 6012151 ; poi, con postfazione di Arnaldo Colasanti, Roma, Elliot, 2016 (Edizione di riferimento), ISBN 978-88-6993-044-7.
- Partenza da un mattino freddo, Roma, Giulio Perrone Editore, 2007, ISBN 978-88-6004-087-9